# Crézancy
Crézancy é uma comuna francesa na região administrativa de Altos da França, no departamento de Aisne. Estende-se por uma área de 7,06 km². Em 2010 a comuna tinha 1 323 habitantes (densidade: 187,4 hab./km²).